# Naomi Oreskes
Naomi Oreskes (née le 25 novembre 1958) est une historienne des sciences et universitaire américaine. Elle est professeure d'histoire des sciences et professeure affiliée de sciences de la terre et de planétologie à l'université Harvard depuis 2013. Elle a effectué des recherches sur des sujets environnementaux dont le réchauffement climatique. Elle est connue pour son livre Les Marchands de doute (2010), co-écrit avec Erik Conway.

## Biographie
Naomi Oreskes est la fille de Susan Eileen (Nagin), une enseignante, et Irwin Oreskes, un professeur. Elle fait ses études secondaires à la Stuyvesant High School, New York. Elle obtient son diplôme de géologie en 1981 à la Royal School of Mines, Imperial College de Londres, et soutient en 1990 une thèse de doctorat en géologie et histoire des sciences à l'université Stanford.
Elle travaille cinq ans dans une compagnie minière en Australie, puis elle poursuit ses études en histoire des sciences, qu'elle enseigne à l'université Stanford (1984-1989), à Dartmouth College (1990-1996), à l'université de New York (1996-1998) et à l'université de Californie à San Diego (1998-2013). Depuis 2013, elle est professeure à l'université Harvard.

## Activités de recherche et éditoriales
Naomi Oreskes a notamment travaillé sur les méthodes scientifiques. Elle a également publié un essai concernant la science et la société, publié dans la revue scientifique Science en 2004[réf. souhaitée].
En 2010, la publication de l'essai Les Marchands de doute, coécrit avec l'historien à la NASA Erik M. Conway, la fait connaître du grand public. La plupart des évaluateurs l'ont reçu « avec enthousiasme » ». Un critique a déclaré que « Merchants of Doubt » fait l'objet de recherches et de documents exhaustifs et pourrait être l'un des livres les plus importants de 2010. Un autre critique a vu le livre comme son choix pour le meilleur livre scientifique de l'année. Le livre est réédité en 2020 avec une préface d'Al Gore.
Un film documentaire inspiré du livre, Merchants of Doubt sort en 2015.
En 2014, elle publie avec Erik M. Conway L'effondrement de la civilisation occidentale, un récit de science-fiction concernant le XXIe siècle, puis en 2024, ils publient Le Grand Mythe. Comment les industriels nous ont appris à détester l’État et à vénérer le libre marché,.

## Publications
- avec Erik M. Conway, Les Marchands de doute, ou comment une poignée de scientifiques ont masqué la vérité sur des enjeux de société tels que le tabagisme et le réchauffement climatique [« Merchants of Doubt »], New York, Le Pommier, 2012 (1re éd. 2010 [en anglais]), 355 p. (ISBN 978-1-59691-610-4).
- avec Erik M. Conway, L'effondrement de la civilisation occidentale [« Collapse of Western Civilization »], Les liens qui libèrent, 2014 (1re éd. 2013 [en anglais]), 124 p. (ISBN 979-10-209-0113-2, lire en ligne).
- Science on a Mission: How Military Funding Shaped What We Do and Don’t Know about the Ocean. University of Chicago Press, 2021 (non traduit en français).
- Why trust science?; Princeton University Press, 2019 (non traduit en français)
- The rejection of Continental drift: Theory and Method in American Earth Science, Oxford University Press, 1999 (non traduit en français)
- avec Erik M. Conway, Le Grand mythe. Comment les industriels nous ont appris à détester l’État et à vénérer le libre marché, trad. Elise Roy, Les Liens qui libèrent, 2024, 704 p.[11].

## Prix et distinctions
- George Sarton Award Lecture, American Association for the Advancement of Science, 2004.
- Bourse sabbatique de l'American Philosophical Society, 2001-2002.
- Prix du jeune chercheur de la National Science Foundation, 1994-1999.
- Prix de la Fondation nationale pour les sciences humaines, 1993-1994.
- Prix Lindgren de la Society of Economic Geologists, 1993.
- Ritter Memorial Fellowship in History of Marine Sciences, Scripps Institution of Oceanography, 1994.
- Prix Francis-Bacon en histoire et philosophie des sciences et des technologies, Caltech 2008[13].
- Colauréate avec Erik Conway du Davis Prize de l'History of Science Society pour leur livre Merchants of Doubt, 2011[9].
- Membre du Committee for Skeptical Inquiry, 2015.
- Docteure honoris causa de l'École polytechnique fédérale de Zurich, 2018[14].
- Docteure honoris causa de l'université libre de Bruxelles, 2023[2].